# Caballero (Corregimiento)
Caballero ist ein Corregimiento des Bezirks Antón in der Provinz Coclé in Panama. Bei der Volkszählung im Jahr 2023 hatte es 4136 Einwohner. Das Corregimiento erstreckt sich über eine Fläche von 41,7 km².
Die politische Verwaltungseinheit wurde durch Gesetz Nr. 58 vom 29. Juli 1998 geschaffen, infolge der Erklärung der Verfassungswidrigkeit des Gesetzes Nr. 2 von 1981.

## Bevölkerung
Die folgende Tabelle zeigt die Bevölkerung des Corregimientos Caballero, wie es in den Volkszählungen 2000, 2010 und 2023 erfasst wurde.
| Jahr         | 2000 | 2010 | 2023 |
| ------------ | ---- | ---- | ---- |
| Einwohner    | 3111 | 3501 | 4136 |
| davon Männer | 1700 | 1873 | 2151 |
| davon Frauen | 1411 | 1628 | 1985 |

## Orte
Im Corregimiento Caballero befinden sich folgende Orte:
- Alto de Río Antón
- Alto de Río de Jesús
- Barnizal
- Bella Vista
- Boca de Caballero
- Caballerito o Los Alveos
- Caballero
- Cerro Lino
- El Ciruelo o Loma La Palma
- El Harino
- El Limón
- El Nance
- El Naranjo
- El Nisperal
- El Roble
- El Águila o El Palmar
- La Coca
- La Esperanza
- La Gloria
- La Guáchara
- La Montañuela o Los Martínez
- Llano Bonito
- Los Cerritos
- Los Pozos
- Los Sabinos
- Los Segundos
- Piedra Hacha
- Pueblo Nuevo
- Quebrada Grande
- Rincón Claro
- Tebujo
- Tranquilla
- Tranquilla Norte